# Lixophaga townsendi
Lixophaga townsendi là một loài ruồi trong họ Tachinidae.